# Sixx:A.M.
Sixx:A.M. ist ein Soloprojekt des Mötley-Crüe-Bassisten Nikki Sixx.

## Bandgeschichte
2007 nahm Nikki Sixx zusammen mit den Produzenten James Michael und DJ Ashba einen Soundtrack für sein Buch The Heroin Diaries auf. Sie beschlossen, den Namen der Band aus den Namen der einzelnen Mitglieder zusammenzusetzen. Zwar wurde angekündigt, die Band solle nur für dieses Album bestehen, allerdings sorgte der beachtliche Erfolg der ersten Single Life Is Beautiful dafür, dass die Band einige Gigs – darunter auch als Vorband für Korn – spielte. 2008 waren sie Teil der Crüefest Tour von Mötley Crüe. Dabei spielten sie gemeinsam mit Trapt, Papa Roach und Buckcherry als Vorband. Außerdem spielten alle Sänger der genannten Bands gemeinsam mit Mötley Crüe den Track Saints of Los Angeles ein, der auf dem gleichnamigen Album veröffentlicht wurde.
Im Januar 2011 bestätigte Nikki Sixx auf seiner Facebookseite, dass im Mai das Album This Is Gonna Hurt erscheinen wird, das dazugehörige, gleichnamige Buch sogar schon im April 2011. Gitarrist auf dem Album ist wieder DJ Ashba, obwohl er im Februar 2009 als neuer Gitarrist von Guns N’ Roses vorgestellt wurde. Einen festen Schlagzeuger hat die Band nicht. Das dritte Album Modern Vintage erschien im Oktober 2014. Das vierte Album Prayers for the Damned erschien im April 2016.

## Galerie
- Sixx:A.M. Live @ , Live Rock im Park 2016

Sixx:A.M. Live @, Live Rock im Park 2016
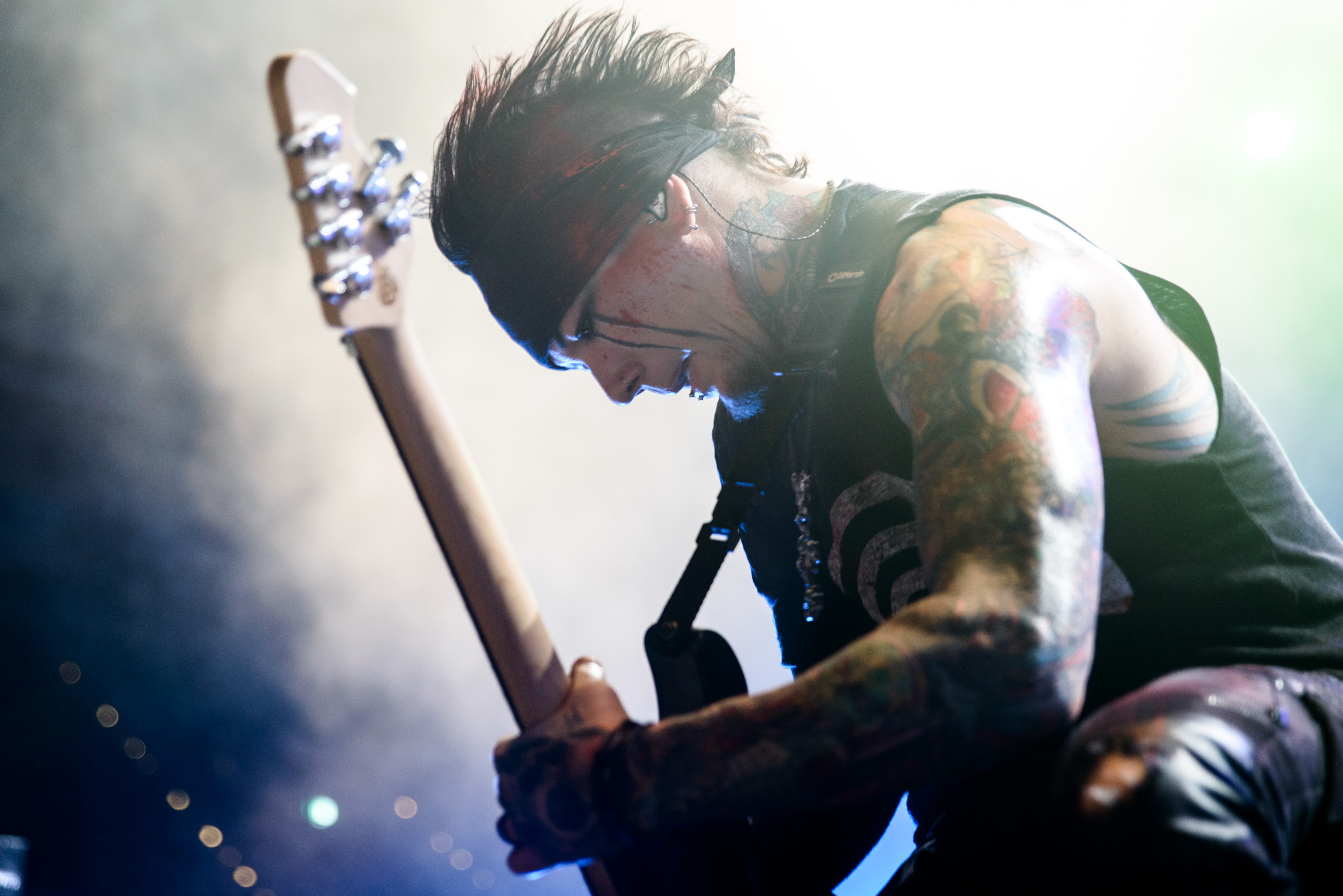
DJ Ashba
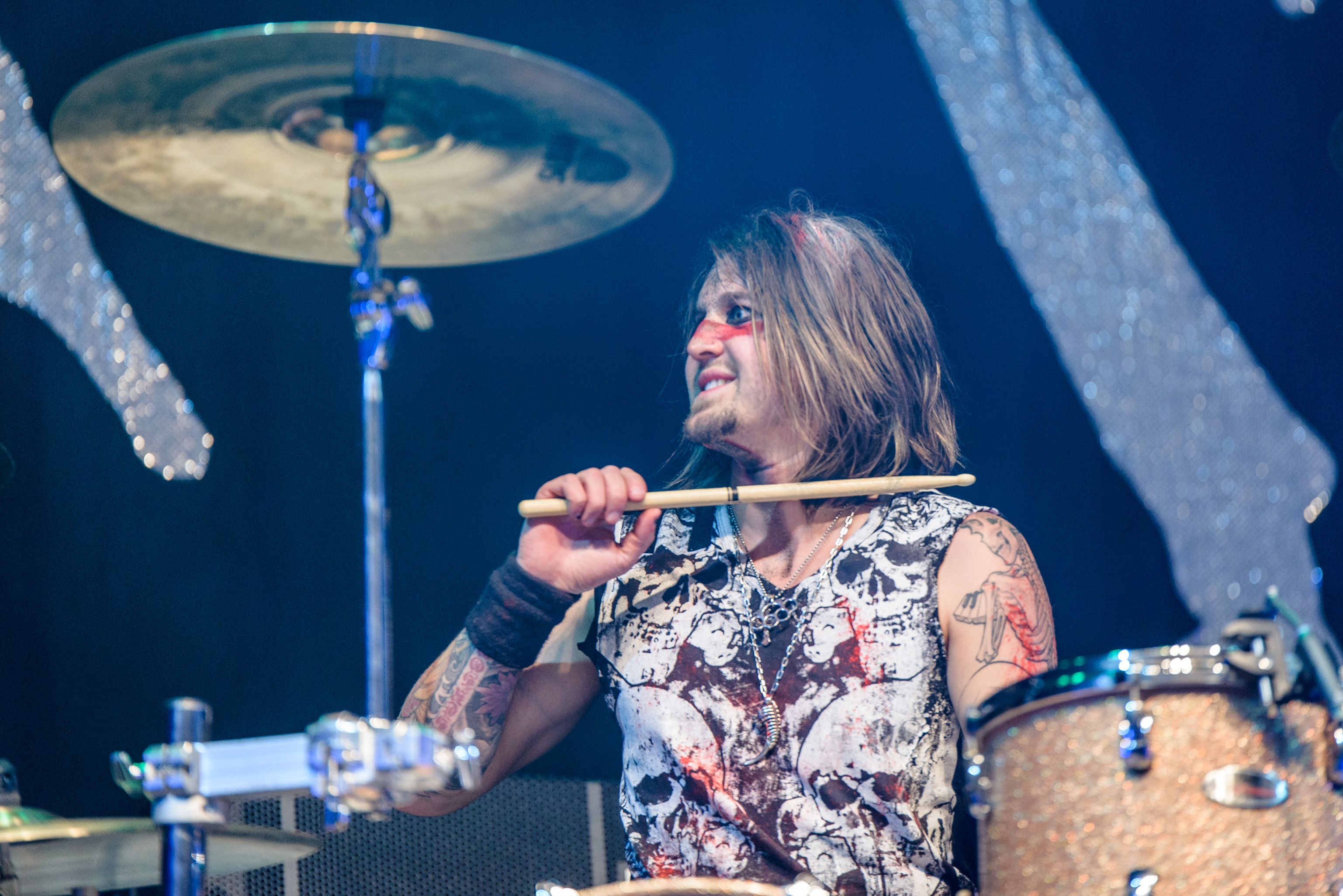
Dustin Steinke (Tourband)
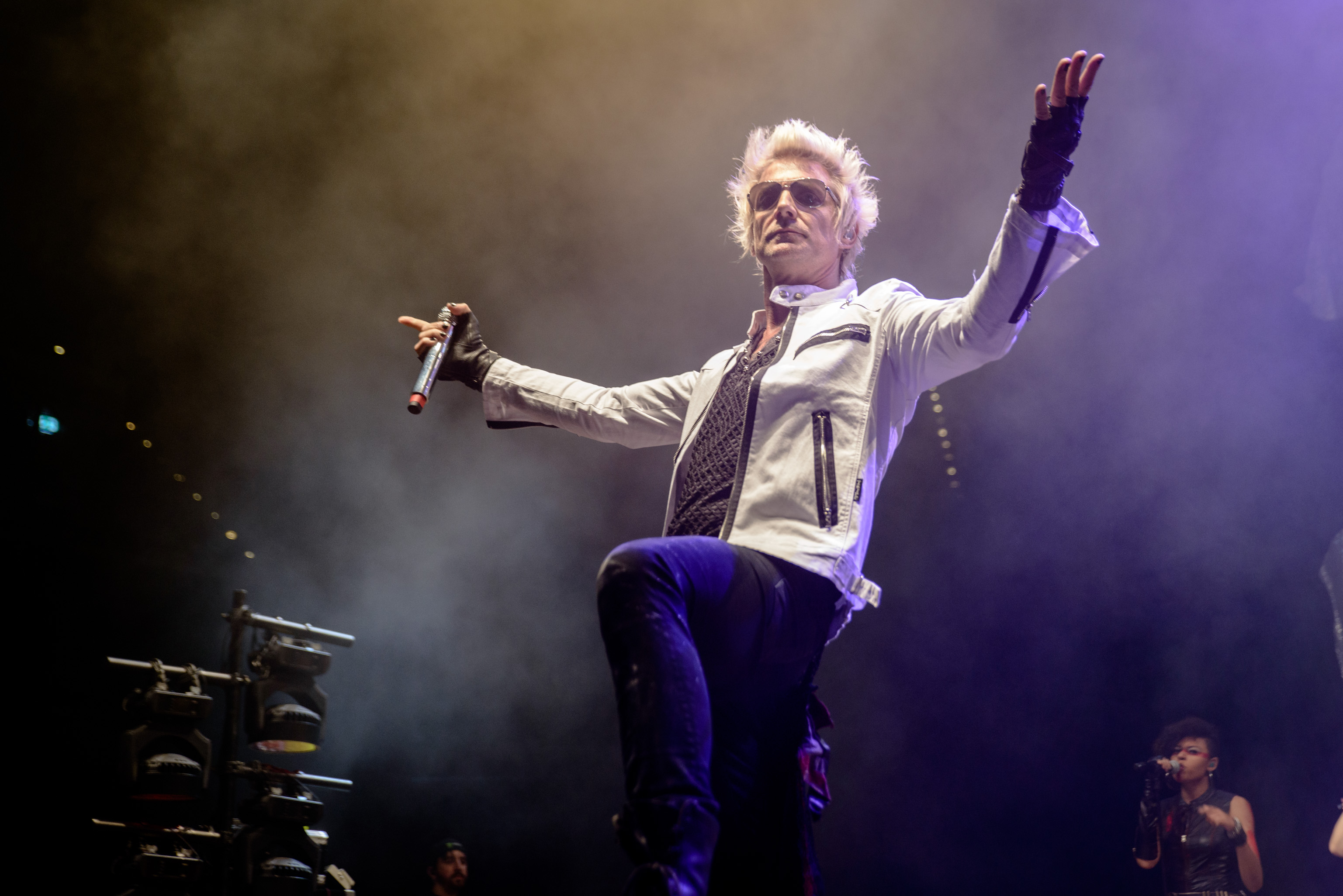
James Michael
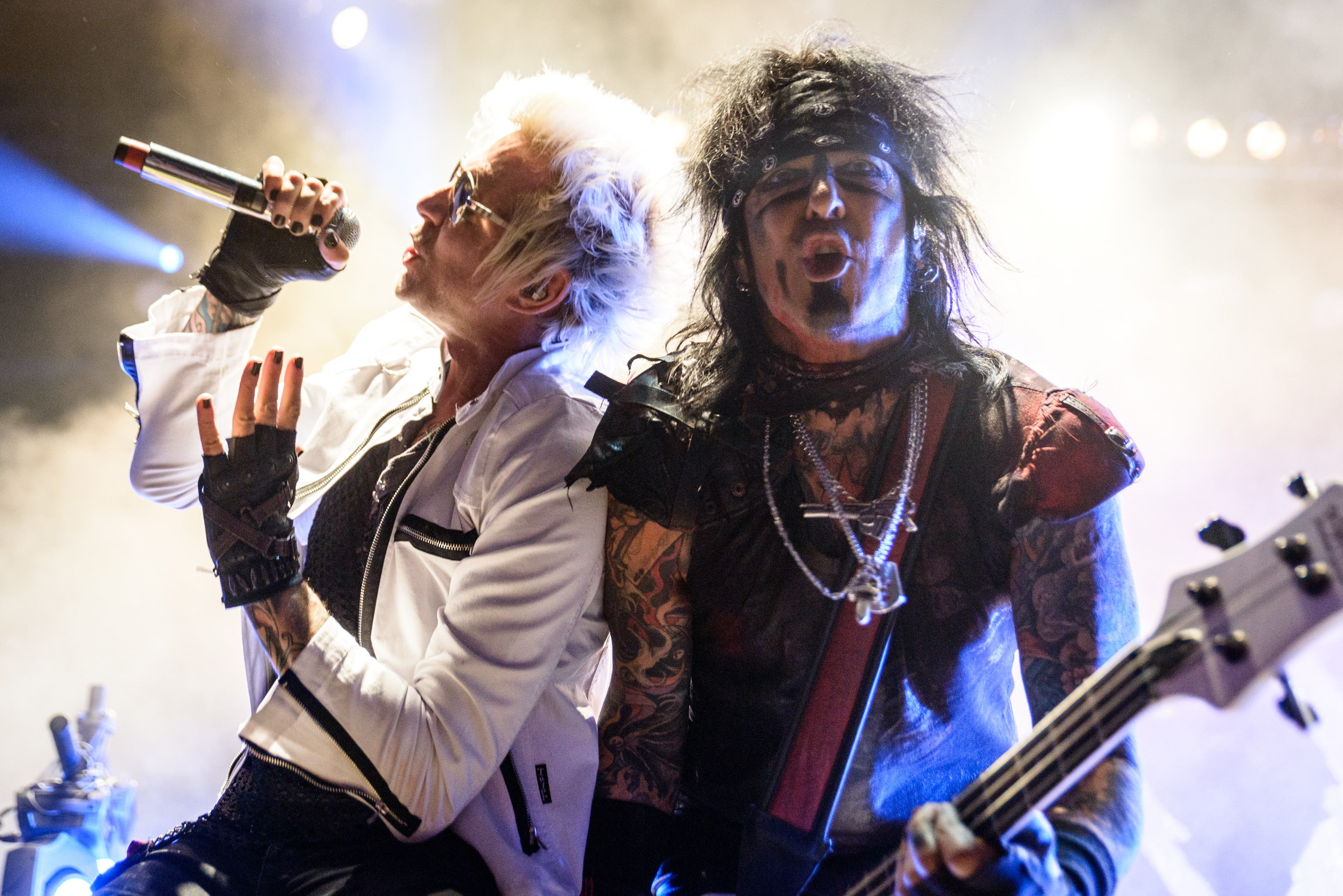
Nikki Sixx (re)

## Diskografie

### Studioalben
| Jahr | Titel                         | Höchstplatzierung, Gesamtwochen, AuszeichnungChartplatzierungen (Jahr, Titel, Platzierungen, Wochen, Auszeichnungen, Anmerkungen) | Höchstplatzierung, Gesamtwochen, AuszeichnungChartplatzierungen (Jahr, Titel, Platzierungen, Wochen, Auszeichnungen, Anmerkungen) | Höchstplatzierung, Gesamtwochen, AuszeichnungChartplatzierungen (Jahr, Titel, Platzierungen, Wochen, Auszeichnungen, Anmerkungen) | Höchstplatzierung, Gesamtwochen, AuszeichnungChartplatzierungen (Jahr, Titel, Platzierungen, Wochen, Auszeichnungen, Anmerkungen) | Höchstplatzierung, Gesamtwochen, AuszeichnungChartplatzierungen (Jahr, Titel, Platzierungen, Wochen, Auszeichnungen, Anmerkungen) | Anmerkungen                             |
| Jahr | Titel                         | DE | AT | CH | UK | US | Anmerkungen                             |
| ---- | ----------------------------- | --- | --- | --- | --- | --- | --------------------------------------- |
| 2007 | The Heroin Diaries Soundtrack | — | — | — | — | US62 (37 Wo.)US | Erstveröffentlichung: 21. August 2007   |
| 2011 | This Is Gonna Hurt            | — | — | — | UK60 (1 Wo.)UK | US10 (5 Wo.)US | Erstveröffentlichung: 3. Mai 2011       |
| 2014 | Modern Vintage                | — | — | CH47 (1 Wo.)CH | UK69 (1 Wo.)UK | US20 (3 Wo.)US | Erstveröffentlichung: 7. Oktober 2014   |
| 2016 | Prayers for the Damned        | DE55 (1 Wo.)DE | AT70 (1 Wo.)AT | CH26 (1 Wo.)CH | UK30 (1 Wo.)UK | US19 (3 Wo.)US | Erstveröffentlichung: 29. April 2016    |
| 2016 | Prayers for the Blessed       | DE99 (1 Wo.)DE | — | CH33 (1 Wo.)CH | UK85 (1 Wo.)UK | US37 (1 Wo.)US | Erstveröffentlichung: 18. November 2016 |

### Kompilationen
| Jahr | Titel | Höchstplatzierung, Gesamtwochen, AuszeichnungChartplatzierungen (Jahr, Titel, Platzierungen, Wochen, Auszeichnungen, Anmerkungen) | Höchstplatzierung, Gesamtwochen, AuszeichnungChartplatzierungen (Jahr, Titel, Platzierungen, Wochen, Auszeichnungen, Anmerkungen) | Höchstplatzierung, Gesamtwochen, AuszeichnungChartplatzierungen (Jahr, Titel, Platzierungen, Wochen, Auszeichnungen, Anmerkungen) | Höchstplatzierung, Gesamtwochen, AuszeichnungChartplatzierungen (Jahr, Titel, Platzierungen, Wochen, Auszeichnungen, Anmerkungen) | Höchstplatzierung, Gesamtwochen, AuszeichnungChartplatzierungen (Jahr, Titel, Platzierungen, Wochen, Auszeichnungen, Anmerkungen) | Anmerkungen                            |
| Jahr | Titel | DE | AT | CH | UK | US | Anmerkungen                            |
| ---- | ----- | --- | --- | --- | --- | --- | -------------------------------------- |
| 2021 | Hits  | — | — | CH63 (1 Wo.)CH | — | — | Erstveröffentlichung: 22. Oktober 2021 |

### Singles
- 2007: Life Is Beautiful (US: Gold)
- 2008: Pray for Me
- 2008: Tomorrow
- 2008: Accidents Can Happen
- 2011: Lies of the Beautiful People
- 2011: This Is Gonna Hurt
- 2016: Rise
- 2020: Maybe It’s Time (feat. Corey Taylor, Joe Elliott, Brantley Gilbert, Ivan Moody, Slash, Awolnation and Tommy Vext)
- 2022: The First 21

## Auszeichnungen für Musikverkäufe
Anmerkung: Auszeichnungen in Ländern aus den Charttabellen bzw. Chartboxen sind in ebendiesen zu finden.
| Land/RegionAuszeichnungen für Musikverkäufe (Land/Region, Auszeichnungen, Verkäufe, Quellen) | Gold  | Platin | Verkäufe | Quellen  |
| -------------------------------------------------------------------------------------------- | ----- | ------ | -------- | -------- |
| Vereinigte Staaten (RIAA)                                                                    | Gold1 | —      | 500.000  | riaa.com |
| Insgesamt                                                                                    | Gold1 | —      |          |          |